# José Ciprián Alfonso
José Ciprián Alfonso Pita es futbolista cubano que juega como delantero en el Fútbol Club Isla de La Juventud. También representa a la Selección de Futbol de Cuba, en la cual ha marcado tres goles, de los cuales dos fueron en la Copa de Oro de 2013. Comenzó su carrera en el FC Pinar del Río.

## Clubes
| Club                            | País | Años            |
| ------------------------------- | ---- | --------------- |
| FC Pinar del Río                | Cuba | 2011-2014       |
| FC Ciudad de La Habana          | Cuba | 2015            |
| Fútbol Club Isla de La Juventud | Cuba | 2016 - presente |

## Selección de Cuba
En el año 2013 es convocado para disputar la Copa de Oro de 2013 en la cual marco su debut frente a Costa Rica donde cayeron por 3:0 en su segundo encuentro marca su primer tanto con Cuba que fue frente a Estados Unidos pero cayeron por 4:1 después en el siguiente encuentro vencen 4:0 a Belice con buenas actuaciones de Ariel Martínez pasando con los justo a los Cuartos de Finales donde se enfrentan a Panamá y marcó su segundo tanto pero cayeron por una goleada de 6:1. Después participó en la Copa del Caribe de 2014 donde llegaron a Semifinales.